# William Grover-Williams
William Charles Frederick Grover, conhecido como William Grover-Williams (Montrouge, França, 16 de janeiro de 1903 — Sachsenhausen, Alemanha, 18 de março de 1945), foi um automobilista francês e um participante ativo da Resistência Francesa, como membro das Special Operations Executive (SOE) do Reino Unido, condição que o levou à prisão e posterior execução pelas SS alemãs. É considerado, por isso, um herói da Segunda Guerra Mundial.

## Vida pessoal
Grover-Williams nasceu em Montrouge, região de Hauts-de-Seine, na França, filho de Frederick Grover e de Hermance Dagan. Seu pai, inglês, era criador de cavalos. Aos 11 anos de idade, foi enviado para a Inglaterra, onde passou alguns anos vivendo com parentes na região de Hertfordshire. Depois do término da Primeira Guerra Mundial, Charles voltou com seus pais, e a família mudou-se para Mônaco, local em que desenvolveu sua paixão por automóveis. Aos 15 anos obteve licença para dirigir e comprou uma motocicleta Indian, com a qual passou a disputar corridas locais, sem, contudo, revelar tal fato a seus pais. Adotou o pseudônimo W Williams para continuar a correr de forma anônima. Em 1919, Grover-Williams foi contratado como motorista particular pelo pintor irlandês William Orpen. Ao mesmo tempo, desenvolveu uma amizade com a então namorada de Orpen, Yvonne Aupicq. Quando Yvonne se separou de Orpen, passou a namorar Grover-Williams, com quem se casou em 1929.

## Carreira nas pistas
Após alguns anos disputando corridas de moto, Grover-Williams passou a disputar corridas automobilísticas na França, ao volante de uma Bugatti. Ainda com o pseudônimo W Williams, disputou o Grand Prix de Provence, em Miramas, e o Rali de Monte Carlo. Em 1928, obteve sua primeira vitória importante, no Grande Prêmio da França. O ano seguinte veria um sucesso ainda maior. Sempre ao volante da Bugatti, Grover-Williams repetiu a vitória no Grande Prêmio da França, e venceu a primeira edição do Grande Prêmio de Mônaco, batendo a favorita equipe da Mercedes-Benz do campeão alemão, Rudolf Caracciola. Nesta ocasião, tornou-se o primeiro piloto a utilizar o British Racing Greeen em seu carro. Grover-Williams venceu, ainda, o Grande Prêmio da Bélgica de 1931, e o Grand Prix de la Baule por três vezes seguidas, em 1931, 1932 e 1933. Obteve, ainda, o sexto lugar no Grande Prêmio da França de 1932 e o nono lugar o Grande Prêmio de Mônaco de 1936.

## Segunda Guerra Mundial
Após a ocupação nazista da França, Grover-Williams foi à Inglaterra para se alistar, como cidadão britânico, em uma das divisões do Exército Britânico, conhecida como RASC (Royal Arms Service Corps). O fato de ser fluente em inglês e francês o levou a ser recrutado pela Executiva de Operações Especiais, divisão criada pelo primeiro ministro inglês, Winston Churchill, para facilitar o tráfego de informações nas linhas inimigas, bem como para fomentar os movimentos de resistência ao nazismo, especialmente a Resistência Francesa. Grover-Williams foi enviado de volta à França e alocado na Seção F da SOE, passando a integrar uma das networks estabelecidas no território francês, mantidas pelo Serviço Secreto Britânico, denominada Chestnut Network. Grover-Williams foi enviado a Paris, juntamente com outros dois automobilistas, os franceses Robert Benoist e Jean-Pierre Wimille, também integrantes das networks da SOE, para trabalhar na elaboração de células de sabotagem e no desenvolvimento de operações de paraquedistas, voltadas aos preparos do Dia D. Em 2 de agosto de 1943, contudo, Grover-Williams foi preso pelas SS, sendo deportado primeiramente para Berlin e, depois, para o campo de concentração de Sachsenhausen.
Finalmente, em 23 de março de 1945, Grover-Williams foi executado pelo exército alemão.

## Legado
A história de Grover-Williams foi contada no livro The Grand Prix Saboteurs, do jornalista inglês Joe Saward, que retrata, ainda, as histórias de Benoist, que também foi executado pelas tropas alemãs, e Wimille, os pilotos que participaram da Resistência Francesa. O jogo The Saboteur, lançado em 2009 pela Eletronic Arts para XBox 360, PlayStation 3 e Microsoft Windows, tem seu personagem principal, Sean Devlin, baseado em Grover-Williams.